# North American Football Union

NAFU (orange), CONCACAF (camel + orange).

De North American Football Union (Noord-Amerika Voetbal Unie), meestal afgekort tot NAFU, is een voetbalbond die de voetbalbonden van de Noord-Amerikaanse landen Canada, Mexico en Verenigde Staten omvat. De NAFU is onderdeel van de CONCACAF, de voetbalbond van Noord- en Centraal-Amerika en het Caribisch gebied.
De twee belangrijkste toernooien die de NAFU organiseert zijn de North American Nations Cup voor landenteams en de North American SuperLiga voor clubteams.